# سيندي رايت
سيندي رايت (بالإنجليزية: Cindy Wright)‏ هي فنانة ورسامة أمريكية، ولدت في 1972.

## وصلات خارجية
- الموقع الرسمي